# نادي الخورنق
نادي الخورنق الرياضي هو فريق كرة قدم عراقي مقره في قضاء المناذرة، النجف، يلعب في الدوري العراقي الدرجة الثانية.

## التاريخ
تم تأسيس النادي عام 1973، لعب في الدوري العراقي الدرجة الأولى في موسم 2004-05، لكنه أقصي من دور المجموعات بعد أن جمع 7 نقاط، من فوز واحد، 4 تعادلات، و7 خسائر.

## الملعب
بدأت وزارة الشباب والرياضة العمل في عام 2009 على تأهيل وتطوير ملعب الخورنق بمبلغ 3 مليار دينار عراقي ولكن تأخر العمل به بسبب المخالفات والمشكلات الفنية.

## روابط خارجية
- نادي الخورنق على Goalzz.com
- أندية العراق - تواريخ التأسيس